# Tour de Thuringe féminin 2019
La 31e édition du Tour de Thuringe féminin (Lotto Thuringe Ladies Tour), a lieu du 28 au 2 juin 2019. La course fait partie du calendrier UCI féminin en catégorie 2.1. 
Lors de la première étape, une échappée de neuf coureuses passe la ligne avec une avance de six minutes sur le peloton. Barbara Guarischi s'impose. Sur la deuxième étape, Pauliena Rooijakkers et Marta Bastianelli sont à l'offensive. Cette dernière gagne avec une faible marge sur le peloton. Kathrin Hammes profite de la défaillance de Guarischi pour s'emparer de la tête du classement général. L'étape de l'Hankaberg voit Vita Heine lever les bras. Lors de l'étape suivante, l'échappée de trois coureuses se dispute la victoire avec Lisa Klein en vainqueur. Ellen van Dijk s'impose sur le contre-la-montre. Lors de la dernière étape, un groupe avec plusieurs sprinteuses sort. Elena Cecchini gagne. Au classement général final, Kathrin Hammes devance Pernille Mathiesen, meilleure jeune, et Lourdes Oyarbide. Pauliena Rooijakkers est la meilleure grimpeuse, Barbara Guarischi la meilleure sprinteuse, Sunweb la meilleure équipe.

## Présentation

### Parcours
Cette édition se déroule en six étapes. Toutes sont vallonnées : la première a un dénivelé positif total de 1 026 m, la seconde de 1 759 m, la troisième d'environ 1 500 m, la quatrième de 1 673 m et la sixième de 713 m. Le contre-la-montre est en 2019 placé en cinquième étapes. Il compte 251 m de dénivelé. La deuxième étape comporte la côte vers Ruppersdorf. L'Hanka-Berg est la principale difficulté de la troisième étape. La quatrième contient la côte de Nesselberg et l'Inselsberg.

### Équipes
| Équipes féminines professionnelles (10)- BTC City Ljubljana - Canyon-SRAM Racing - CCC-Liv - Drops - Hitec Products - Movistar Team - Sunweb Women - Tibco-Silicon Valley Bank - Virtu Cycling Women - WNT-Rotor Pro Cycling Équipes nationales (3)- Allemagne - Belgique - Pays-Bas Équipe féminines amateur (6)- d.velop cloud-cycle cafe ladies - Jos Feron Lady Force - Maxx-Solar - Mike Greer Homes - Rogelli-Gyproc - Team Stuttgart |
| |

## Étapes
| Étape     | Date   | Villes étapes           | type                        | Distance (km) | Dénivelé (m) | Vainqueur d'étape | Leader du classement général |
| --------- | ------ | ----------------------- | --------------------------- | ------------- | ------------ | ----------------- | ---------------------------- |
| 1re étape | 28 mai | Gera – Gera             | étape de plaine             | 98,4          | 1 026 m      | Barbara Guarischi | Barbara Guarischi            |
| 2e étape  | 29 mai | Schleiz – Schleiz       | étape vallonnée             | 113,4         | 1 759 m      | Marta Bastianelli | Kathrin Hammes               |
| 3e étape  | 30 mai | Dörtendorf – Dörtendorf | étape vallonnée             | 94            | 1 500 m      | Vita Heine        | Kathrin Hammes               |
| 4e étape  | 31 mai | Gotha – Gotha           | étape vallonnée             | 114,8         | 1 673 m      | Lisa Klein        | Kathrin Hammes               |
| 5e étape  | 1 juin | Meiningen – Meiningen   | contre-la-montre individuel | 17,9          | 251 m        | Ellen van Dijk    | Kathrin Hammes               |
| 6e étape  | 2 juin | Altenbourg – Altenbourg | étape vallonnée             | 86,3          | 713 m        | Elena Cecchini    | Kathrin Hammes               |

## Déroulement de la course

### 1reétape
Une échappée de onze coureuses se forme au bout de deux kilomètres. La plupart des équipes y sont représentées. Au bout de vingt-et-un kilomètres, l'avance est de quatre minutes trente. Beate Zanner gagne le premier prix des monts. Kathrin Hammes remporte elle le premier sprint intermédiaire. Barbara Guarischi s'adjuge le deuxième sprint. Le deuxième prix des monts est remporté par Hammes devant Zanner. Elle passe également la première au dernier sprint intermédiaire. Hammes et Guarischi tentent de sortir dans une descente, mais elles sont reprises. Dans le sprint final, légèrement montant, Barbara Guarischi se montre la plus rapide. Le peloton passe la ligne plus de six minutes plus tard,.
| \| Classement de l'étape \| Classement de l'étape \| Classement de l'étape \| Classement de l'étape \| Classement de l'étape \| \| Coureuse \| Coureuse \| Pays \| Équipe \| Temps \| \| --------------------- \| --------------------- \| --------------------- \| --------------------- \| --------------------- \| \| 1re \| Barbara Guarischi \| Italie \| Virtu Cycling Women \| 2 h 27 min 00 s \| \| 2e \| Kathrin Hammes \| Allemagne \| WNT-Rotor Pro Cycling \| + 0 s \| \| 3e \| Beate Zanner \| Allemagne \| Maxx-solar Lindig \| + 0 s \| \| 4e \| Christa Riffel \| Allemagne \| Canyon-SRAM Racing \| + 0 s \| \| 5e \| Manon Lloyd \| Royaume-Uni \| Drops \| + 3 s \| \| 6e \| Lourdes Oyarbide \| Espagne \| Movistar Team \| + 3 s \| \| 7e \| Marieke de Groot \| Pays-Bas \| Jos Feron Lady Force \| + 3 s \| \| 8e \| Pernille Mathiesen \| Danemark \| Sunweb \| + 3 s \| \| 9e \| Marit Raaijmakers \| Pays-Bas \| Parkhotel Valkenburg \| + 8 s \| \| 10e \| Rozemarijn Ammerlaan \| Pays-Bas \| Rogelli-Gyproc \| + 2 min 00 s \| |                      |             |                       |                 |
| |                      |             |                       |                 |
| Source : ProCyclingStats |                      |             |                       |                 |
| Classement de l'étape |                      |             |                       |                 |
| Coureuse | Coureuse             | Pays        | Équipe                | Temps           |
| 1re | Barbara Guarischi    | Italie      | Virtu Cycling Women   | 2 h 27 min 00 s |
| 2e | Kathrin Hammes       | Allemagne   | WNT-Rotor Pro Cycling | + 0 s           |
| 3e | Beate Zanner         | Allemagne   | Maxx-solar Lindig     | + 0 s           |
| 4e | Christa Riffel       | Allemagne   | Canyon-SRAM Racing    | + 0 s           |
| 5e | Manon Lloyd          | Royaume-Uni | Drops                 | + 3 s           |
| 6e | Lourdes Oyarbide     | Espagne     | Movistar Team         | + 3 s           |
| 7e | Marieke de Groot     | Pays-Bas    | Jos Feron Lady Force  | + 3 s           |
| 8e | Pernille Mathiesen   | Danemark    | Sunweb                | + 3 s           |
| 9e | Marit Raaijmakers    | Pays-Bas    | Parkhotel Valkenburg  | + 8 s           |
| 10e | Rozemarijn Ammerlaan | Pays-Bas    | Rogelli-Gyproc        | + 2 min 00 s    |

| \| Classement général \| Classement général \| Classement général \| Classement général \| Classement général \| \| Coureuse \| Coureuse \| Pays \| Équipe \| Temps \| \| ------------------ \| -------------------- \| ------------------ \| --------------------- \| ------------------ \| \| 1re \| Barbara Guarischi \| Italie \| Virtu Cycling Women \| 2 h 26 min 46 s \| \| 2e \| Kathrin Hammes \| Allemagne \| WNT-Rotor Pro Cycling \| + 2 s \| \| 3e \| Beate Zanner \| Allemagne \| Maxx-solar Lindig \| + 10 s \| \| 4e \| Christa Riffel \| Allemagne \| Canyon-SRAM Racing \| + 14 s \| \| 5e \| Pernille Mathiesen \| Danemark \| Sunweb \| + 14 s \| \| 6e \| Manon Lloyd \| Royaume-Uni \| Drops \| + 15 s \| \| 7e \| Lourdes Oyarbide \| Espagne \| Movistar Team \| + 15 s \| \| 8e \| Marieke de Groot \| Pays-Bas \| Jos Feron Lady Force \| + 16 s \| \| 9e \| Marit Raaijmakers \| Pays-Bas \| Parkhotel Valkenburg \| + 22 s \| \| 10e \| Rozemarijn Ammerlaan \| Pays-Bas \| Rogelli-Gyproc \| + 2 min 14 s \| |                      |             |                       |                 |
| |                      |             |                       |                 |
| Source : ProCyclingStats |                      |             |                       |                 |
| Classement général |                      |             |                       |                 |
| Coureuse | Coureuse             | Pays        | Équipe                | Temps           |
| 1re | Barbara Guarischi    | Italie      | Virtu Cycling Women   | 2 h 26 min 46 s |
| 2e | Kathrin Hammes       | Allemagne   | WNT-Rotor Pro Cycling | + 2 s           |
| 3e | Beate Zanner         | Allemagne   | Maxx-solar Lindig     | + 10 s          |
| 4e | Christa Riffel       | Allemagne   | Canyon-SRAM Racing    | + 14 s          |
| 5e | Pernille Mathiesen   | Danemark    | Sunweb                | + 14 s          |
| 6e | Manon Lloyd          | Royaume-Uni | Drops                 | + 15 s          |
| 7e | Lourdes Oyarbide     | Espagne     | Movistar Team         | + 15 s          |
| 8e | Marieke de Groot     | Pays-Bas    | Jos Feron Lady Force  | + 16 s          |
| 9e | Marit Raaijmakers    | Pays-Bas    | Parkhotel Valkenburg  | + 22 s          |
| 10e | Rozemarijn Ammerlaan | Pays-Bas    | Rogelli-Gyproc        | + 2 min 14 s    |

### 2eétape
À vingt kilomètres de l'arrivée, Pauliena Rooijakkers  attaque. Elle est suivie par Marta Bastianelli. Les deux coureuses ne sont plus reprises et passent la ligne une dizaine de secondes avant le peloton. Dans les derniers mètres, la sprinteuse italienne ne laisse aucune chance à la Néerlandaise. Derrière, Coryn Rivera est troisième. Kathrin Hammes grâce à des bonifications s'empare du maillot jaune.
| \| Classement de l'étape \| Classement de l'étape \| Classement de l'étape \| Classement de l'étape \| Classement de l'étape \| \| Coureuse \| Coureuse \| Pays \| Équipe \| Temps \| \| --------------------- \| --------------------- \| --------------------- \| ----------------------- \| --------------------- \| \| 1re \| Marta Bastianelli \| Italie \| Virtu Cycling Women \| 3 h 06 min 35 s \| \| 2e \| Pauliena Rooijakkers \| Pays-Bas \| CCC-Liv \| + 2 s \| \| 3e \| Coryn Rivera \| États-Unis \| Sunweb \| + 8 s \| \| 4e \| Elena Cecchini \| Italie \| Canyon-SRAM Racing \| + 8 s \| \| 5e \| Elizabeth Holden \| Royaume-Uni \| Drops \| + 8 s \| \| 6e \| Franziska Koch \| Allemagne \| Watersley International \| + 8 s \| \| 7e \| Lisa Brennauer \| Allemagne \| WNT-Rotor Pro Cycling \| + 8 s \| \| 8e \| Jolien D'Hoore \| Belgique \| Boels Dolmans \| + 8 s \| \| 9e \| Lisa Klein \| Allemagne \| Canyon-SRAM Racing \| + 8 s \| \| 10e \| Abby-Mae Parkinson \| Royaume-Uni \| Drops \| + 8 s \| |                      |             |                         |                 |
| |                      |             |                         |                 |
| Source : ProCyclingStats |                      |             |                         |                 |
| Classement de l'étape |                      |             |                         |                 |
| Coureuse | Coureuse             | Pays        | Équipe                  | Temps           |
| 1re | Marta Bastianelli    | Italie      | Virtu Cycling Women     | 3 h 06 min 35 s |
| 2e | Pauliena Rooijakkers | Pays-Bas    | CCC-Liv                 | + 2 s           |
| 3e | Coryn Rivera         | États-Unis  | Sunweb                  | + 8 s           |
| 4e | Elena Cecchini       | Italie      | Canyon-SRAM Racing      | + 8 s           |
| 5e | Elizabeth Holden     | Royaume-Uni | Drops                   | + 8 s           |
| 6e | Franziska Koch       | Allemagne   | Watersley International | + 8 s           |
| 7e | Lisa Brennauer       | Allemagne   | WNT-Rotor Pro Cycling   | + 8 s           |
| 8e | Jolien D'Hoore       | Belgique    | Boels Dolmans           | + 8 s           |
| 9e | Lisa Klein           | Allemagne   | Canyon-SRAM Racing      | + 8 s           |
| 10e | Abby-Mae Parkinson   | Royaume-Uni | Drops                   | + 8 s           |

| \| Classement général \| Classement général \| Classement général \| Classement général \| Classement général \| \| Coureuse \| Coureuse \| Pays \| Équipe \| Temps \| \| ------------------ \| -------------------- \| ------------------ \| --------------------- \| ------------------ \| \| 1re \| Kathrin Hammes \| Allemagne \| WNT-Rotor Pro Cycling \| 5 h 33 min 31 s \| \| 2e \| Beate Zanner \| Allemagne \| Maxx-solar Lindig \| + 8 s \| \| 3e \| Pernille Mathiesen \| Danemark \| Sunweb \| + 12 s \| \| 4e \| Lourdes Oyarbide \| Espagne \| Movistar Team \| + 13 s \| \| 5e \| Christa Riffel \| Allemagne \| Canyon-SRAM Racing \| + 1 min 50 s \| \| 6e \| Barbara Guarischi \| Italie \| Virtu Cycling Women \| + 4 min 36 s \| \| 7e \| Manon Lloyd \| Royaume-Uni \| Drops \| + 4 min 51 s \| \| 8e \| Marieke de Groot \| Pays-Bas \| Jos Feron Lady Force \| + 4 min 52 s \| \| 9e \| Marit Raaijmakers \| Pays-Bas \| Parkhotel Valkenburg \| + 4 min 58 s \| \| 10e \| Rozemarijn Ammerlaan \| Pays-Bas \| Rogelli-Gyproc \| + 6 min 50 s \| |                      |             |                       |                 |
| |                      |             |                       |                 |
| Source : ProCyclingStats |                      |             |                       |                 |
| Classement général |                      |             |                       |                 |
| Coureuse | Coureuse             | Pays        | Équipe                | Temps           |
| 1re | Kathrin Hammes       | Allemagne   | WNT-Rotor Pro Cycling | 5 h 33 min 31 s |
| 2e | Beate Zanner         | Allemagne   | Maxx-solar Lindig     | + 8 s           |
| 3e | Pernille Mathiesen   | Danemark    | Sunweb                | + 12 s          |
| 4e | Lourdes Oyarbide     | Espagne     | Movistar Team         | + 13 s          |
| 5e | Christa Riffel       | Allemagne   | Canyon-SRAM Racing    | + 1 min 50 s    |
| 6e | Barbara Guarischi    | Italie      | Virtu Cycling Women   | + 4 min 36 s    |
| 7e | Manon Lloyd          | Royaume-Uni | Drops                 | + 4 min 51 s    |
| 8e | Marieke de Groot     | Pays-Bas    | Jos Feron Lady Force  | + 4 min 52 s    |
| 9e | Marit Raaijmakers    | Pays-Bas    | Parkhotel Valkenburg  | + 4 min 58 s    |
| 10e | Rozemarijn Ammerlaan | Pays-Bas    | Rogelli-Gyproc        | + 6 min 50 s    |

### 3eétape
La première attaque est l'oeuvre de Marieke van Witzenburg. Elle est reprise peu après le premier prix des monts. Elle repart avec entre autres Pauliena Rooijakkers à l'avant. Cette dernière remporte le deuxième prix des monts. À l'amorce du troisième tour, Ellen van Dijk passe à l'offensive. Son avance atteint la minute. Le peloton la reprend néanmoins à treize kilomètres de l'arrivée. Dans la dernière ascension de l'Hankaberg. Vita Heine mène de bout en bout.
| \| Classement de l'étape \| Classement de l'étape \| Classement de l'étape \| Classement de l'étape \| Classement de l'étape \| \| Coureuse \| Coureuse \| Pays \| Équipe \| Temps \| \| --------------------- \| --------------------- \| --------------------- \| ------------------------- \| --------------------- \| \| 1re \| Vita Heine \| Norvège \| Hitec Products-Birk Sport \| 2 h 33 min 03 s \| \| 2e \| Liane Lippert \| Allemagne \| Sunweb \| + 0 s \| \| 3e \| Marta Bastianelli \| Italie \| Virtu Cycling Women \| + 4 s \| \| 4e \| Yara Kastelijn \| Pays-Bas \| \| + 7 s \| \| 5e \| Paula Patiño \| Colombie \| Movistar Team \| + 7 s \| \| 6e \| Elena Cecchini \| Italie \| Canyon-SRAM Racing \| + 7 s \| \| 7e \| Elizabeth Holden \| Royaume-Uni \| Drops \| + 9 s \| \| 8e \| Lucinda Brand \| Pays-Bas \| Sunweb \| + 9 s \| \| 9e \| Pernille Mathiesen \| Danemark \| Sunweb \| + 9 s \| \| 10e \| Lourdes Oyarbide \| Espagne \| Movistar Team \| + 9 s \| |                    |             |                           |                 |
| |                    |             |                           |                 |
| Source : ProCyclingStats |                    |             |                           |                 |
| Classement de l'étape |                    |             |                           |                 |
| Coureuse | Coureuse           | Pays        | Équipe                    | Temps           |
| 1re | Vita Heine         | Norvège     | Hitec Products-Birk Sport | 2 h 33 min 03 s |
| 2e | Liane Lippert      | Allemagne   | Sunweb                    | + 0 s           |
| 3e | Marta Bastianelli  | Italie      | Virtu Cycling Women       | + 4 s           |
| 4e | Yara Kastelijn     | Pays-Bas    |                           | + 7 s           |
| 5e | Paula Patiño       | Colombie    | Movistar Team             | + 7 s           |
| 6e | Elena Cecchini     | Italie      | Canyon-SRAM Racing        | + 7 s           |
| 7e | Elizabeth Holden   | Royaume-Uni | Drops                     | + 9 s           |
| 8e | Lucinda Brand      | Pays-Bas    | Sunweb                    | + 9 s           |
| 9e | Pernille Mathiesen | Danemark    | Sunweb                    | + 9 s           |
| 10e | Lourdes Oyarbide   | Espagne     | Movistar Team             | + 9 s           |

| \| Classement général \| Classement général \| Classement général \| Classement général \| Classement général \| \| Coureuse \| Coureuse \| Pays \| Équipe \| Temps \| \| ------------------ \| ------------------ \| ------------------ \| ------------------------- \| ------------------ \| \| 1re \| Kathrin Hammes \| Allemagne \| WNT-Rotor Pro Cycling \| 8 h 06 min 43 s \| \| 2e \| Pernille Mathiesen \| Danemark \| Sunweb \| + 12 s \| \| 3e \| Lourdes Oyarbide \| Espagne \| Movistar Team \| + 13 s \| \| 4e \| Beate Zanner \| Allemagne \| Maxx-solar Lindig \| + 18 s \| \| 5e \| Christa Riffel \| Allemagne \| Canyon-SRAM Racing \| + 2 min 14 s \| \| 6e \| Marieke de Groot \| Pays-Bas \| Jos Feron Lady Force \| + 5 min 25 s \| \| 7e \| Marit Raaijmakers \| Pays-Bas \| Parkhotel Valkenburg \| + 5 min 57 s \| \| 8e \| Vita Heine \| Norvège \| Hitec Products-Birk Sport \| + 6 min 51 s \| \| 9e \| Marta Bastianelli \| Italie \| Virtu Cycling Women \| + 7 min 01 s \| \| 10e \| Lucinda Brand \| Pays-Bas \| Sunweb \| + 7 min 05 s \| |                    |           |                           |                 |
| |                    |           |                           |                 |
| Source : ProCyclingStats |                    |           |                           |                 |
| Classement général |                    |           |                           |                 |
| Coureuse | Coureuse           | Pays      | Équipe                    | Temps           |
| 1re | Kathrin Hammes     | Allemagne | WNT-Rotor Pro Cycling     | 8 h 06 min 43 s |
| 2e | Pernille Mathiesen | Danemark  | Sunweb                    | + 12 s          |
| 3e | Lourdes Oyarbide   | Espagne   | Movistar Team             | + 13 s          |
| 4e | Beate Zanner       | Allemagne | Maxx-solar Lindig         | + 18 s          |
| 5e | Christa Riffel     | Allemagne | Canyon-SRAM Racing        | + 2 min 14 s    |
| 6e | Marieke de Groot   | Pays-Bas  | Jos Feron Lady Force      | + 5 min 25 s    |
| 7e | Marit Raaijmakers  | Pays-Bas  | Parkhotel Valkenburg      | + 5 min 57 s    |
| 8e | Vita Heine         | Norvège   | Hitec Products-Birk Sport | + 6 min 51 s    |
| 9e | Marta Bastianelli  | Italie    | Virtu Cycling Women       | + 7 min 01 s    |
| 10e | Lucinda Brand      | Pays-Bas  | Sunweb                    | + 7 min 05 s    |

### 4eétape
Au bout de cinquante-et-un kilomètres, un groupe avec Pauliena Rooijakkers, Katrin Hammes et Liane Lippert s'échappe dans la montée. Elles sont néanmoins reprises après la descente. Lisa Klein, Marta Lach et Anna Christian partent au kilomètre soixante-dix. Leur avance culmine à deux minutes. Elle fond au fil des kilomètres, mais reste suffisante pour se disputer la victoire. Lisa Klein se montre la plus rapide et lève les bras.
| \| Classement de l'étape \| Classement de l'étape \| Classement de l'étape \| Classement de l'étape \| Classement de l'étape \| \| Coureuse \| Coureuse \| Pays \| Équipe \| Temps \| \| --------------------- \| --------------------- \| --------------------- \| --------------------- \| --------------------- \| \| 1re \| Lisa Klein \| Allemagne \| Canyon-SRAM Racing \| 3 h 03 min 15 s \| \| 2e \| Marta Lach \| Pologne \| CCC-Liv \| + 2 s \| \| 3e \| Anna Christian \| Royaume-Uni \| Drops \| + 4 s \| \| 4e \| Marta Bastianelli \| Italie \| Virtu Cycling Women \| + 11 s \| \| 5e \| Lisa Brennauer \| Allemagne \| WNT-Rotor Pro Cycling \| + 11 s \| \| 6e \| Elena Cecchini \| Italie \| Canyon-SRAM Racing \| + 11 s \| \| 7e \| Coryn Rivera \| États-Unis \| Sunweb \| + 11 s \| \| 8e \| Aude Biannic \| France \| Movistar Team \| + 11 s \| \| 9e \| Annemarie Worst \| Pays-Bas \| \| + 15 s \| \| 10e \| Romy Kasper \| Allemagne \| Alé Cipollini \| + 15 s \| |                   |             |                       |                 |
| |                   |             |                       |                 |
| Source : ProCyclingStats |                   |             |                       |                 |
| Classement de l'étape |                   |             |                       |                 |
| Coureuse | Coureuse          | Pays        | Équipe                | Temps           |
| 1re | Lisa Klein        | Allemagne   | Canyon-SRAM Racing    | 3 h 03 min 15 s |
| 2e | Marta Lach        | Pologne     | CCC-Liv               | + 2 s           |
| 3e | Anna Christian    | Royaume-Uni | Drops                 | + 4 s           |
| 4e | Marta Bastianelli | Italie      | Virtu Cycling Women   | + 11 s          |
| 5e | Lisa Brennauer    | Allemagne   | WNT-Rotor Pro Cycling | + 11 s          |
| 6e | Elena Cecchini    | Italie      | Canyon-SRAM Racing    | + 11 s          |
| 7e | Coryn Rivera      | États-Unis  | Sunweb                | + 11 s          |
| 8e | Aude Biannic      | France      | Movistar Team         | + 11 s          |
| 9e | Annemarie Worst   | Pays-Bas    |                       | + 15 s          |
| 10e | Romy Kasper       | Allemagne   | Alé Cipollini         | + 15 s          |

| \| Classement général \| Classement général \| Classement général \| Classement général \| Classement général \| \| Coureuse \| Coureuse \| Pays \| Équipe \| Temps \| \| ------------------ \| ------------------ \| ------------------ \| ------------------------- \| ------------------ \| \| 1re \| Kathrin Hammes \| Allemagne \| WNT-Rotor Pro Cycling \| 11 h 10 min 13 s \| \| 2e \| Pernille Mathiesen \| Danemark \| Sunweb \| + 12 s \| \| 3e \| Lourdes Oyarbide \| Espagne \| Movistar Team \| + 13 s \| \| 4e \| Beate Zanner \| Allemagne \| Maxx-solar Lindig \| + 23 s \| \| 5e \| Christa Riffel \| Allemagne \| Canyon-SRAM Racing \| + 2 min 19 s \| \| 6e \| Marieke de Groot \| Pays-Bas \| Jos Feron Lady Force \| + 5 min 30 s \| \| 7e \| Vita Heine \| Norvège \| Hitec Products-Birk Sport \| + 6 min 51 s \| \| 8e \| Marta Bastianelli \| Italie \| Virtu Cycling Women \| + 6 min 57 s \| \| 9e \| Marta Lach \| Pologne \| CCC-Liv \| + 6 min 59 s \| \| 10e \| Elena Cecchini \| Italie \| Canyon-SRAM Racing \| + 7 min 04 s \| |                    |           |                           |                  |
| |                    |           |                           |                  |
| Source : ProCyclingStats |                    |           |                           |                  |
| Classement général |                    |           |                           |                  |
| Coureuse | Coureuse           | Pays      | Équipe                    | Temps            |
| 1re | Kathrin Hammes     | Allemagne | WNT-Rotor Pro Cycling     | 11 h 10 min 13 s |
| 2e | Pernille Mathiesen | Danemark  | Sunweb                    | + 12 s           |
| 3e | Lourdes Oyarbide   | Espagne   | Movistar Team             | + 13 s           |
| 4e | Beate Zanner       | Allemagne | Maxx-solar Lindig         | + 23 s           |
| 5e | Christa Riffel     | Allemagne | Canyon-SRAM Racing        | + 2 min 19 s     |
| 6e | Marieke de Groot   | Pays-Bas  | Jos Feron Lady Force      | + 5 min 30 s     |
| 7e | Vita Heine         | Norvège   | Hitec Products-Birk Sport | + 6 min 51 s     |
| 8e | Marta Bastianelli  | Italie    | Virtu Cycling Women       | + 6 min 57 s     |
| 9e | Marta Lach         | Pologne   | CCC-Liv                   | + 6 min 59 s     |
| 10e | Elena Cecchini     | Italie    | Canyon-SRAM Racing        | + 7 min 04 s     |

### 5eétape
Ellen van Dijk s'impose clairement, tout comme l'année passée. Elle devance Lisa Brennauer. Dans la bataille pour le classement général, Katrin Hammes perd quatre seconde face à Pernille Mathiesen mais conserve son maillot jaune. Beate Zanner perd elle plus quatre minutes sur Ellen van Dijk et ainsi tout chance au classement final.
| \| Classement de l'étape \| Classement de l'étape \| Classement de l'étape \| Classement de l'étape \| Classement de l'étape \| \| Coureuse \| Coureuse \| Pays \| Équipe \| Temps \| \| --------------------- \| --------------------- \| --------------------- \| ------------------------- \| --------------------- \| \| 1re \| Ellen van Dijk \| Pays-Bas \| Pays-Bas \| 25 min 35 s \| \| 2e \| Lisa Brennauer \| Allemagne \| WNT-Rotor Pro Cycling \| + 21 s \| \| 3e \| Lisa Klein \| Allemagne \| Canyon-SRAM Racing \| + 33 s \| \| 4e \| Pernille Mathiesen \| Danemark \| Sunweb \| + 54 s \| \| 5e \| Alice Barnes \| Royaume-Uni \| Canyon-SRAM Racing \| + 57 s \| \| 6e \| Kathrin Hammes \| Allemagne \| WNT-Rotor Pro Cycling \| + 58 s \| \| 7e \| Lucinda Brand \| Pays-Bas \| Sunweb \| + 1 min 01 s \| \| 8e \| Eugenia Bujak \| Slovénie \| BTC City Ljubljana \| + 1 min 19 s \| \| 9e \| Emily Newsom \| États-Unis \| Tibco-Silicon Valley Bank \| + 1 min 26 s \| \| 10e \| Elena Cecchini \| Italie \| Canyon-SRAM Racing \| + 1 min 28 s \| |                    |             |                           |              |
| |                    |             |                           |              |
| Source : ProCyclingStats |                    |             |                           |              |
| Classement de l'étape |                    |             |                           |              |
| Coureuse | Coureuse           | Pays        | Équipe                    | Temps        |
| 1re | Ellen van Dijk     | Pays-Bas    | Pays-Bas                  | 25 min 35 s  |
| 2e | Lisa Brennauer     | Allemagne   | WNT-Rotor Pro Cycling     | + 21 s       |
| 3e | Lisa Klein         | Allemagne   | Canyon-SRAM Racing        | + 33 s       |
| 4e | Pernille Mathiesen | Danemark    | Sunweb                    | + 54 s       |
| 5e | Alice Barnes       | Royaume-Uni | Canyon-SRAM Racing        | + 57 s       |
| 6e | Kathrin Hammes     | Allemagne   | WNT-Rotor Pro Cycling     | + 58 s       |
| 7e | Lucinda Brand      | Pays-Bas    | Sunweb                    | + 1 min 01 s |
| 8e | Eugenia Bujak      | Slovénie    | BTC City Ljubljana        | + 1 min 19 s |
| 9e | Emily Newsom       | États-Unis  | Tibco-Silicon Valley Bank | + 1 min 26 s |
| 10e | Elena Cecchini     | Italie      | Canyon-SRAM Racing        | + 1 min 28 s |

| \| Classement général \| Classement général \| Classement général \| Classement général \| Classement général \| \| Coureuse \| Coureuse \| Pays \| Équipe \| Temps \| \| ------------------ \| ------------------ \| ------------------ \| --------------------- \| ------------------ \| \| 1re \| Kathrin Hammes \| Allemagne \| WNT-Rotor Pro Cycling \| 11 h 36 min 46 s \| \| 2e \| Pernille Mathiesen \| Danemark \| Sunweb \| + 8 s \| \| 3e \| Lourdes Oyarbide \| Espagne \| Movistar Team \| + 1 min 19 s \| \| 4e \| Christa Riffel \| Allemagne \| Canyon-SRAM Racing \| + 3 min 35 s \| \| 5e \| Beate Zanner \| Allemagne \| Maxx-solar Lindig \| + 3 min 52 s \| \| 6e \| Ellen van Dijk \| Pays-Bas \| Pays-Bas \| + 6 min 19 s \| \| 7e \| Lisa Klein \| Allemagne \| Canyon-SRAM Racing \| + 6 min 42 s \| \| 8e \| Lisa Brennauer \| Allemagne \| WNT-Rotor Pro Cycling \| + 6 min 43 s \| \| 9e \| Marieke de Groot \| Pays-Bas \| Jos Feron Lady Force \| + 7 min 04 s \| \| 10e \| Lucinda Brand \| Pays-Bas \| Sunweb \| + 7 min 13 s \| |                    |           |                       |                  |
| |                    |           |                       |                  |
| Source : ProCyclingStats |                    |           |                       |                  |
| Classement général |                    |           |                       |                  |
| Coureuse | Coureuse           | Pays      | Équipe                | Temps            |
| 1re | Kathrin Hammes     | Allemagne | WNT-Rotor Pro Cycling | 11 h 36 min 46 s |
| 2e | Pernille Mathiesen | Danemark  | Sunweb                | + 8 s            |
| 3e | Lourdes Oyarbide   | Espagne   | Movistar Team         | + 1 min 19 s     |
| 4e | Christa Riffel     | Allemagne | Canyon-SRAM Racing    | + 3 min 35 s     |
| 5e | Beate Zanner       | Allemagne | Maxx-solar Lindig     | + 3 min 52 s     |
| 6e | Ellen van Dijk     | Pays-Bas  | Pays-Bas              | + 6 min 19 s     |
| 7e | Lisa Klein         | Allemagne | Canyon-SRAM Racing    | + 6 min 42 s     |
| 8e | Lisa Brennauer     | Allemagne | WNT-Rotor Pro Cycling | + 6 min 43 s     |
| 9e | Marieke de Groot   | Pays-Bas  | Jos Feron Lady Force  | + 7 min 04 s     |
| 10e | Lucinda Brand      | Pays-Bas  | Sunweb                | + 7 min 13 s     |

### 6eétape
Un groupe de neuf coureuses dont Romy Kasper, Liane Lippert et Coryn Rivera prend la fuite en début d'étape. Le groupe empoche donc les bonifications empêchant par là-même une remontée de Pernille Mathiesen au classement général. Si le peloton contrôle, il ne revient jamais sur la tête. Au sprint, Elena Cecchini s'impose.
| \| Classement de l'étape \| Classement de l'étape \| Classement de l'étape \| Classement de l'étape \| Classement de l'étape \| \| Coureuse \| Coureuse \| Pays \| Équipe \| Temps \| \| --------------------- \| --------------------- \| --------------------- \| ------------------------- \| --------------------- \| \| 1re \| Elena Cecchini \| Italie \| Canyon-SRAM Racing \| 2 h 10 min 32 s \| \| 2e \| Coryn Rivera \| États-Unis \| Sunweb \| + 0 s \| \| 3e \| Jolien D'Hoore \| Belgique \| Boels Dolmans \| + 0 s \| \| 4e \| Marta Lach \| Pologne \| CCC-Liv \| + 3 s \| \| 5e \| Romy Kasper \| Allemagne \| Alé Cipollini \| + 3 s \| \| 6e \| Paula Patiño \| Colombie \| Movistar Team \| + 5 s \| \| 7e \| Barbara Guarischi \| Italie \| Virtu Cycling Women \| + 5 s \| \| 8e \| Emily Newsom \| États-Unis \| Tibco-Silicon Valley Bank \| + 7 s \| \| 9e \| Liane Lippert \| Allemagne \| Sunweb \| + 13 s \| \| 10e \| Anouska Koster \| Pays-Bas \| Virtu Cycling Women \| + 39 s \| |                   |            |                           |                 |
| |                   |            |                           |                 |
| Source : ProCyclingStats |                   |            |                           |                 |
| Classement de l'étape |                   |            |                           |                 |
| Coureuse | Coureuse          | Pays       | Équipe                    | Temps           |
| 1re | Elena Cecchini    | Italie     | Canyon-SRAM Racing        | 2 h 10 min 32 s |
| 2e | Coryn Rivera      | États-Unis | Sunweb                    | + 0 s           |
| 3e | Jolien D'Hoore    | Belgique   | Boels Dolmans             | + 0 s           |
| 4e | Marta Lach        | Pologne    | CCC-Liv                   | + 3 s           |
| 5e | Romy Kasper       | Allemagne  | Alé Cipollini             | + 3 s           |
| 6e | Paula Patiño      | Colombie   | Movistar Team             | + 5 s           |
| 7e | Barbara Guarischi | Italie     | Virtu Cycling Women       | + 5 s           |
| 8e | Emily Newsom      | États-Unis | Tibco-Silicon Valley Bank | + 7 s           |
| 9e | Liane Lippert     | Allemagne  | Sunweb                    | + 13 s          |
| 10e | Anouska Koster    | Pays-Bas   | Virtu Cycling Women       | + 39 s          |

## Classements finals

### Classement général final
| \| Classement général \| Classement général \| Classement général \| Classement général \| Classement général \| \| Coureuse \| Coureuse \| Pays \| Équipe \| Temps \| \| ------------------ \| ------------------ \| ------------------ \| --------------------- \| ------------------ \| \| 1re \| Kathrin Hammes \| Allemagne \| WNT-Rotor Pro Cycling \| 13 h 47 min 57 s \| \| 2e \| Pernille Mathiesen \| Danemark \| Sunweb \| + 11 s \| \| 3e \| Lourdes Oyarbide \| Espagne \| Movistar Team \| + 1 min 22 s \| \| 4e \| Christa Riffel \| Allemagne \| Canyon-SRAM Racing \| + 3 min 38 s \| \| 5e \| Beate Zanner \| Allemagne \| Maxx-solar Lindig \| + 3 min 55 s \| \| 6e \| Ellen van Dijk \| Pays-Bas \| Pays-Bas \| + 6 min 22 s \| \| 7e \| Lisa Klein \| Allemagne \| Canyon-SRAM Racing \| + 6 min 42 s \| \| 8e \| Elena Cecchini \| Italie \| Canyon-SRAM Racing \| + 6 min 43 s \| \| 9e \| Lisa Brennauer \| Allemagne \| WNT-Rotor Pro Cycling \| + 6 min 46 s \| \| 10e \| Marieke de Groot \| Pays-Bas \| Jos Feron Lady Force \| + 7 min 07 s \| |                    |           |                       |                  |
| |                    |           |                       |                  |
| Source : ProCyclingStats |                    |           |                       |                  |
| Classement général |                    |           |                       |                  |
| Coureuse | Coureuse           | Pays      | Équipe                | Temps            |
| 1re | Kathrin Hammes     | Allemagne | WNT-Rotor Pro Cycling | 13 h 47 min 57 s |
| 2e | Pernille Mathiesen | Danemark  | Sunweb                | + 11 s           |
| 3e | Lourdes Oyarbide   | Espagne   | Movistar Team         | + 1 min 22 s     |
| 4e | Christa Riffel     | Allemagne | Canyon-SRAM Racing    | + 3 min 38 s     |
| 5e | Beate Zanner       | Allemagne | Maxx-solar Lindig     | + 3 min 55 s     |
| 6e | Ellen van Dijk     | Pays-Bas  | Pays-Bas              | + 6 min 22 s     |
| 7e | Lisa Klein         | Allemagne | Canyon-SRAM Racing    | + 6 min 42 s     |
| 8e | Elena Cecchini     | Italie    | Canyon-SRAM Racing    | + 6 min 43 s     |
| 9e | Lisa Brennauer     | Allemagne | WNT-Rotor Pro Cycling | + 6 min 46 s     |
| 10e | Marieke de Groot   | Pays-Bas  | Jos Feron Lady Force  | + 7 min 07 s     |

### Points UCI
| Position           | 1er | 2e | 3e | 4e | 5e | 6e | 7e | 8e | 9e | 10e | 11e | 12e | 13e à 15e | 16e à 25e |
| Classement général | 125 | 85 | 70 | 60 | 50 | 40 | 35 | 30 | 25 | 20  | 15  | 10  | 5         | 3         |
| Par étape          | 16  | 12 | 8  | 6  | 5  | 4  | 3  | 2  |    |     |     |     |           |           |
| Leader, par étape  | 3   |    |    |    |    |    |    |    |    |     |     |     |           |           |

### Classements annexes
| Classement des sprints | Classement des sprints | Classement des sprints | Classement des sprints | Classement des sprints |
| Coureuse               | Coureuse               | Pays                   | Équipe                 | Points                 |
| ---------------------- | ---------------------- | ---------------------- | ---------------------- | ---------------------- |
| 1re                    | Barbara Guarischi      | Italie                 | Virtu Cycling Women    | 20 pts                 |
| 2e                     | Marta Lach             | Pologne                | CCC-Liv                | 19 pts                 |
| 3e                     | Lisa Klein             | Allemagne              | Canyon-SRAM Racing     | 12 pts                 |
| 4e                     | Kathrin Hammes         | Allemagne              | WNT-Rotor Pro Cycling  | 10 pts                 |
| 5e                     | Elena Cecchini         | Italie                 | Canyon-SRAM Racing     | 9 pts                  |
| 6e                     | Coryn Rivera           | États-Unis             | Sunweb                 | 8 pts                  |
| 7e                     | Alice Barnes           | Royaume-Uni            | Canyon-SRAM Racing     | 6 pts                  |
| 8e                     | Susanne Andersen       | Norvège                | Sunweb                 | 5 pts                  |
| 9e                     | Lucinda Brand          | Pays-Bas               | Sunweb                 | 5 pts                  |
| 10e                    | Marieke de Groot       | Pays-Bas               | Jos Feron Lady Force   | 4 pts                  |

| Classement des sprints | Classement des sprints | Classement des sprints | Classement des sprints | Classement des sprints |
| Coureuse               | Coureuse               | Pays                   | Équipe                 | Points                 |
| ---------------------- | ---------------------- | ---------------------- | ---------------------- | ---------------------- |
| 1re                    | Barbara Guarischi      | Italie                 | Virtu Cycling Women    | 20 pts                 |
| 2e                     | Marta Lach             | Pologne                | CCC-Liv                | 19 pts                 |
| 3e                     | Lisa Klein             | Allemagne              | Canyon-SRAM Racing     | 12 pts                 |
| 4e                     | Kathrin Hammes         | Allemagne              | WNT-Rotor Pro Cycling  | 10 pts                 |
| 5e                     | Elena Cecchini         | Italie                 | Canyon-SRAM Racing     | 9 pts                  |
| 6e                     | Coryn Rivera           | États-Unis             | Sunweb                 | 8 pts                  |
| 7e                     | Alice Barnes           | Royaume-Uni            | Canyon-SRAM Racing     | 6 pts                  |
| 8e                     | Susanne Andersen       | Norvège                | Sunweb                 | 5 pts                  |
| 9e                     | Lucinda Brand          | Pays-Bas               | Sunweb                 | 5 pts                  |
| 10e                    | Marieke de Groot       | Pays-Bas               | Jos Feron Lady Force   | 4 pts                  |

| Classement de la montagne | Classement de la montagne | Classement de la montagne | Classement de la montagne | Classement de la montagne |
| Coureuse                  | Coureuse                  | Pays                      | Équipe                    | Points                    |
| ------------------------- | ------------------------- | ------------------------- | ------------------------- | ------------------------- |
| 1re                       | Pauliena Rooijakkers      | Pays-Bas                  | CCC-Liv                   | 26 pts                    |
| 2e                        | Liane Lippert             | Allemagne                 | Sunweb                    | 15 pts                    |
| 3e                        | Kathrin Hammes            | Allemagne                 | WNT-Rotor Pro Cycling     | 14 pts                    |
| 4e                        | Elena Cecchini            | Italie                    | Canyon-SRAM Racing        | 7 pts                     |
| 5e                        | Marieke de Groot          | Pays-Bas                  | Jos Feron Lady Force      | 6 pts                     |
| 6e                        | Beate Zanner              | Allemagne                 | Maxx-solar Lindig         | 5 pts                     |
| 7e                        | Alice Cobb                | Royaume-Uni               | Tibco-Silicon Valley Bank | 3 pts                     |
| 8e                        | Alice Barnes              | Royaume-Uni               | Canyon-SRAM Racing        | 3 pts                     |
| 9e                        | Lucinda Brand             | Pays-Bas                  | Sunweb                    | 3 pts                     |
| 10e                       | Elizabeth Holden          | Royaume-Uni               | Drops                     | 3 pts                     |

| Classement de la montagne | Classement de la montagne | Classement de la montagne | Classement de la montagne | Classement de la montagne |
| Coureuse                  | Coureuse                  | Pays                      | Équipe                    | Points                    |
| ------------------------- | ------------------------- | ------------------------- | ------------------------- | ------------------------- |
| 1re                       | Pauliena Rooijakkers      | Pays-Bas                  | CCC-Liv                   | 26 pts                    |
| 2e                        | Liane Lippert             | Allemagne                 | Sunweb                    | 15 pts                    |
| 3e                        | Kathrin Hammes            | Allemagne                 | WNT-Rotor Pro Cycling     | 14 pts                    |
| 4e                        | Elena Cecchini            | Italie                    | Canyon-SRAM Racing        | 7 pts                     |
| 5e                        | Marieke de Groot          | Pays-Bas                  | Jos Feron Lady Force      | 6 pts                     |
| 6e                        | Beate Zanner              | Allemagne                 | Maxx-solar Lindig         | 5 pts                     |
| 7e                        | Alice Cobb                | Royaume-Uni               | Tibco-Silicon Valley Bank | 3 pts                     |
| 8e                        | Alice Barnes              | Royaume-Uni               | Canyon-SRAM Racing        | 3 pts                     |
| 9e                        | Lucinda Brand             | Pays-Bas                  | Sunweb                    | 3 pts                     |
| 10e                       | Elizabeth Holden          | Royaume-Uni               | Drops                     | 3 pts                     |

| Classement du meilleur jeune | Classement du meilleur jeune | Classement du meilleur jeune | Classement du meilleur jeune | Classement du meilleur jeune |
| Coureuse                     | Coureuse                     | Pays                         | Équipe                       | Temps                        |
| ---------------------------- | ---------------------------- | ---------------------------- | ---------------------------- | ---------------------------- |
| 1re                          | Pernille Mathiesen           | Danemark                     | Sunweb                       | 13 h 48 min 08 s             |
| 2e                           | Christa Riffel               | Allemagne                    | Canyon-SRAM Racing           | + 3 min 27 s                 |
| 3e                           | Liane Lippert                | Allemagne                    | Sunweb                       | + 7 min 25 s                 |
| 4e                           | Marta Lach                   | Pologne                      | CCC-Liv                      | + 7 min 26 s                 |
| 5e                           | Paula Patiño                 | Colombie                     | Movistar Team                | + 8 min 14 s                 |
| 6e                           | Franziska Koch               | Allemagne                    | Watersley International      | + 8 min 18 s                 |
| 7e                           | Elizabeth Holden             | Royaume-Uni                  | Drops                        | + 8 min 21 s                 |
| 8e                           | Yara Kastelijn               | Pays-Bas                     |                              | + 9 min 00 s                 |
| 9e                           | Rozemarijn Ammerlaan         | Pays-Bas                     | Rogelli-Gyproc               | + 9 min 02 s                 |
| 10e                          | Hannah Ludwig                | Allemagne                    | Canyon-SRAM Racing           | + 9 min 02 s                 |

| Classement du meilleur jeune | Classement du meilleur jeune | Classement du meilleur jeune | Classement du meilleur jeune | Classement du meilleur jeune |
| Coureuse                     | Coureuse                     | Pays                         | Équipe                       | Temps                        |
| ---------------------------- | ---------------------------- | ---------------------------- | ---------------------------- | ---------------------------- |
| 1re                          | Pernille Mathiesen           | Danemark                     | Sunweb                       | 13 h 48 min 08 s             |
| 2e                           | Christa Riffel               | Allemagne                    | Canyon-SRAM Racing           | + 3 min 27 s                 |
| 3e                           | Liane Lippert                | Allemagne                    | Sunweb                       | + 7 min 25 s                 |
| 4e                           | Marta Lach                   | Pologne                      | CCC-Liv                      | + 7 min 26 s                 |
| 5e                           | Paula Patiño                 | Colombie                     | Movistar Team                | + 8 min 14 s                 |
| 6e                           | Franziska Koch               | Allemagne                    | Watersley International      | + 8 min 18 s                 |
| 7e                           | Elizabeth Holden             | Royaume-Uni                  | Drops                        | + 8 min 21 s                 |
| 8e                           | Yara Kastelijn               | Pays-Bas                     |                              | + 9 min 00 s                 |
| 9e                           | Rozemarijn Ammerlaan         | Pays-Bas                     | Rogelli-Gyproc               | + 9 min 02 s                 |
| 10e                          | Hannah Ludwig                | Allemagne                    | Canyon-SRAM Racing           | + 9 min 02 s                 |

| Classement par équipes | Classement par équipes | Classement par équipes | Classement par équipes |
| Équipe                 | Équipe                 | Pays                   | Temps                  |
| ---------------------- | ---------------------- | ---------------------- | ---------------------- |
| 1re                    | Sunweb Women           | Pays-Bas               | 41 h 38 min 03 s       |
| 2e                     | Canyon-SRAM Racing     | Allemagne              | + 39 s                 |
| 3e                     | WNT-Rotor Pro Cycling  | Allemagne              | + 3 min 16 s           |

| Classement par équipes | Classement par équipes | Classement par équipes | Classement par équipes |
| Équipe                 | Équipe                 | Pays                   | Temps                  |
| ---------------------- | ---------------------- | ---------------------- | ---------------------- |
| 1re                    | Sunweb Women           | Pays-Bas               | 41 h 38 min 03 s       |
| 2e                     | Canyon-SRAM Racing     | Allemagne              | + 39 s                 |
| 3e                     | WNT-Rotor Pro Cycling  | Allemagne              | + 3 min 16 s           |

## Évolution des classements
| Étape              |                             | Vainqueur _       | Classement général | Meilleure grimpeuse  | Meilleure sprinteuse | Meilleure jeune    | Meilleure équipe _ |
| ------------------ | --------------------------- | ----------------- | ------------------ | -------------------- | -------------------- | ------------------ | ------------------ |
| 1re étape          | étape de plaine             | Barbara Guarischi | Barbara Guarischi  | Beate Zanner         | Kathrin Hammes       | Christa Riffel     | Canyon-SRAM Racing |
| 2e étape           | étape vallonnée             | Marta Bastianelli | Kathrin Hammes     | Kathrin Hammes       | Kathrin Hammes       | Pernille Mathiesen | Sunweb Women       |
| 3e étape           | étape vallonnée             | Vita Heine        | Kathrin Hammes     | Pauliena Rooijakkers | Barbara Guarischi    | Pernille Mathiesen | Sunweb Women       |
| 4e étape           | étape vallonnée             | Lisa Klein        | Kathrin Hammes     | Pauliena Rooijakkers | Lisa Klein           | Pernille Mathiesen | Sunweb Women       |
| 5e étape           | contre-la-montre individuel | Ellen van Dijk    | Kathrin Hammes     | Pauliena Rooijakkers | Lisa Klein           | Pernille Mathiesen | Sunweb Women       |
| 6e étape           | étape vallonnée             | Elena Cecchini    | Kathrin Hammes     | Pauliena Rooijakkers | Barbara Guarischi    | Pernille Mathiesen | Sunweb Women       |
| Classements finals | Classements finals          |                   | Kathrin Hammes     | Pauliena Rooijakkers | Barbara Guarischi    | Pernille Mathiesen | Sunweb Women       |

## Liste des participantes
| Légende                                          | Légende | Légende                                | Légende                                                                                              |
| ------------------------------------------------ | --- | -------------------------------------- | --- |
| Num                                              | Dossard de départ porté par la coureuse sur ce Tour de Thuringe féminin                                         | Pos                                    | Position finale au classement général                                                                |
| Leader du classement général                     | Indique la vainqueur du classement général                                                                      | Leader du classement de la montagne    | Indique la vainqueur du classement de la montagne                                                    |
| Leader du classement des sprints                 | Indique la vainqueur du classement des sprints                                                                  | Leader du classement du meilleur jeune | Indique la vainqueur du classement de la meilleure jeune                                             |
| Coureur élu combatif lors de la précédente étape | Indique la coureuse la plus combative                                                                           |                                        | Indique la vainqueur du classement de la meilleure allemande                                         |
|                                                  | Indique un maillot de champion national ou mondial, suivi de sa spécialité                                      | #                                      | Indique la meilleure équipe                                                                          |
| NP                                               | Indique une coureuse qui n'a pas pris le départ d'une étape, suivi du numéro de l'étape où elle s'est retirée   | AB                                     | Indique une coureuse qui n'a pas terminé une étape, suivi du numéro de l'étape où elle s'est retirée |
| HD                                               | Indique un coureuse qui a terminé une étape hors des délais, suivi du numéro de l'étape                         | DSQ                                    | Indique un coureur qui a été disqualifié de la course, suivi du numéro de l'étape                    |
| *                                                | Indique un coureuse en lice pour le classement de la meilleure jeune (coureuses nées après le 1er janvier 1995) |                                        | |

| WNT-Rotor Pro Cycling WNT | WNT-Rotor Pro Cycling WNT     | WNT-Rotor Pro Cycling WNT |
| ------------------------- | ----------------------------- | ------------------------- |
| Num                       | Coureuse                      | Pos                       |
| 1                         | Lisa Brennauer (GER) (chrono) | 9e                        |
| 2                         | Kathrin Hammes (GER)          | 1re                       |
| 3                         | Lea Lin Teutenberg (GER)      | 64e                       |
| 4                         | Claudia Koster (NED)          | 32e                       |
| 5                         | Sarah Rijkes (AUT)            | 47e                       |
| 6                         | Gabrielle Pilote Fortin (CAN) | 61e                       |

| Sunweb SUN | Sunweb SUN                  | Sunweb SUN |
| ---------- | --------------------------- | ---------- |
| Num        | Coureuse                    | Pos        |
| 11         | Lucinda Brand (NED)         | 11e        |
| 12         | Susanne Andersen (NOR)      | 51e        |
| 13         | Liane Lippert (GER) (route) | 12e        |
| 14         | Floortje Mackaij (NED)      | 19e        |
| 15         | Pernille Mathiesen (DEN)    | 2e         |
| 16         | Coryn Rivera (USA) (route)  | 15e        |

| CCC-Liv CCC | CCC-Liv CCC                | CCC-Liv CCC |
| ----------- | -------------------------- | ----------- |
| Num         | Coureuse                   | Pos         |
| 21          | Pauliena Rooijakkers (NED) | 34e         |
| 22          | Valerie Demey (BEL)        | AB-3        |
| 23          | Marta Lach (POL)           | 13e         |
| 24          | Evy Kuijpers (NED)         | 29e         |

| Canyon-SRAM Racing CSR | Canyon-SRAM Racing CSR        | Canyon-SRAM Racing CSR |
| ---------------------- | ----------------------------- | ---------------------- |
| Num                    | Coureuse                      | Pos                    |
| 31                     | Alice Barnes (GBR)            | 54e                    |
| 32                     | Elena Cecchini (ITA) (chrono) | 8e                     |
| 33                     | Tiffany Cromwell (AUS)        | 49e                    |
| 34                     | Lisa Klein (GER)              | 7e                     |
| 35                     | Christa Riffel (GER)          | 4e                     |
| 36                     | Hannah Ludwig (GER)           | 26e                    |

| Virtu Cycling Women TVC | Virtu Cycling Women TVC            | Virtu Cycling Women TVC |
| ----------------------- | ---------------------------------- | ----------------------- |
| Num                     | Coureuse                           | Pos                     |
| 41                      | Marta Bastianelli (ITA) (route)    | AB-6                    |
| 42                      | Barbara Guarischi (ITA)            | 27e                     |
| 43                      | Anouska Koster (NED)               | 33e                     |
| 44                      | Mieke Kröger (GER)                 | AB-6                    |
| 45                      | Katarzyna Pawłowska (POL) (chrono) | AB-4                    |
| 46                      | Christina Siggaard (DEN)           | HD-3                    |

| Movistar Team MOV | Movistar Team MOV               | Movistar Team MOV |
| ----------------- | ------------------------------- | ----------------- |
| Num               | Coureuse                        | Pos               |
| 51                | Aude Biannic (FRA) (route)      | 17e               |
| 52                | Roxane Fournier (FRA)           | 53e               |
| 53                | Lourdes Oyarbide (ESP) (chrono) | 3e                |
| 54                | Paula Patiño (COL)              | 18e               |
| 55                | Gloria Rodríguez (ESP)          | 38e               |
| 56                | Alba Teruel (ESP)               | HD-5              |

| Tibco-Silicon Valley Bank TIB | Tibco-Silicon Valley Bank TIB | Tibco-Silicon Valley Bank TIB |
| ----------------------------- | ----------------------------- | ----------------------------- |
| Num                           | Coureuse                      | Pos                           |
| 62                            | Emily Newsom (USA)            | 16e                           |
| 63                            | Rozanne Slik (NED)            | 68e                           |
| 64                            | Nina Kessler (NED)            | 60e                           |
| 65                            | Shannon Malseed (AUS)         | 45e                           |
| 66                            | Alice Cobb (GBR)              | 37e                           |

| BTC City Ljubljana BTC | BTC City Ljubljana BTC       | BTC City Ljubljana BTC |
| ---------------------- | ---------------------------- | ---------------------- |
| Num                    | Coureuse                     | Pos                    |
| 71                     | Hayley Simmonds (GBR)        | HD-3                   |
| 72                     | Eugenia Bujak (SLO) (chrono) | 14e                    |
| 73                     | Mia Radotić (CRO)            | 69e                    |
| 74                     | Monique van de Ree (NED)     | HD-3                   |
| 75                     | Maaike Boogaard (NED)        | 42e                    |
| 76                     | Urška Bravec (SLO)           | 58e                    |

| Hitec Products-Birk Sport HPU | Hitec Products-Birk Sport HPU      | Hitec Products-Birk Sport HPU |
| ----------------------------- | ---------------------------------- | ----------------------------- |
| Num                           | Coureuse                           | Pos                           |
| 81                            | Chanella Stougje (NED)             | NP-2                          |
| 82                            | Ingvild Gåskjenn (NOR)             | 35e                           |
| 83                            | Vita Heine (NOR) (route et chrono) | NP-5                          |
| 84                            | Marta Tagliaferro (ITA)            | 67e                           |
| 85                            | Ingrid Lorvik (NOR)                | 36e                           |
| 86                            | Lucy van der Haar (GBR)            | 73e                           |

| Drops DRP | Drops DRP                | Drops DRP |
| --------- | ------------------------ | --------- |
| Num       | Coureuse                 | Pos       |
| 91        | Elizabeth Holden (GBR)   | 21e       |
| 92        | Anna Christian (GBR)     | 43e       |
| 93        | Manon Lloyd (GBR)        | 71e       |
| 94        | Abby-Mae Parkinson (GBR) | 28e       |
| 95        | Hannah Payton (GBR)      | HD-3      |

| Allemagne GER | Allemagne GER          | Allemagne GER |
| ------------- | ---------------------- | ------------- |
| Num           | Coureuse               | Pos           |
| 101           | Trixi Worrack (chrono) | NP-5          |
| 102           | Franziska Koch         | 20e           |
| 103           | Romy Kasper            | 22e           |
| 104           | Finja Smekal           | 74e           |
| 105           | Friederike Stern       | 66e           |

| Pays-Bas NED | Pays-Bas NED            | Pays-Bas NED |
| ------------ | ----------------------- | ------------ |
| Num          | Coureuse                | Pos          |
| 111          | Ellen van Dijk (chrono) | 6e           |
| 112          | Yara Kastelijn          | 24e          |
| 113          | Nina Buysman            | 41e          |
| 114          | Marit Raaijmakers       | 44e          |
| 115          | Annemarie Worst         | 30e          |
| 116          | Demi de Jong            | AB-6         |

| Belgique BEL | Belgique BEL              | Belgique BEL |
| ------------ | ------------------------- | ------------ |
| Num          | Coureuse                  | Pos          |
| 121          | Sanne Cant                | 59e          |
| 122          | Jolien D'Hoore            | 39e          |
| 123          | Ann-Sophie Duyck (chrono) | AB-3         |
| 124          | Jinse Peeters             | AB-6         |
| 125          | Kelly Van den Steen       | 23e          |
| 126          | Laura Verdonschot         | 48e          |

| Mike Greer Homes Womens Cycling Team MGH | Mike Greer Homes Womens Cycling Team MGH | Mike Greer Homes Womens Cycling Team MGH |
| ---------------------------------------- | ---------------------------------------- | ---------------------------------------- |
| Num                                      | Coureuse                                 | Pos                                      |
| 131                                      | Hannah Bartram (NZL)                     | 79e                                      |
| 132                                      | Jenna Merrick (NZL)                      | 55e                                      |

| Torelli-Assure ___ | Torelli-Assure ___       | Torelli-Assure ___ |
| ------------------ | ------------------------ | ------------------ |
| Num                | Coureuse                 | Pos                |
| 133                | Niamh Fisher-Black (NZL) | 40e                |

| Mike Greer Homes Womens Cycling Team MGH | Mike Greer Homes Womens Cycling Team MGH | Mike Greer Homes Womens Cycling Team MGH |
| ---------------------------------------- | ---------------------------------------- | ---------------------------------------- |
| Num                                      | Coureuse                                 | Pos                                      |
| 134                                      | Emma Smith (NZL)                         | HD-3                                     |
| 135                                      | Connie O'Brien (NZL)                     | 76e                                      |
| 136                                      | Alana Forster (AUS)                      | AB-2                                     |

| Rogelli-Gyproc ___ | Rogelli-Gyproc ___         | Rogelli-Gyproc ___ |
| ------------------ | -------------------------- | ------------------ |
| Num                | Coureuse                   | Pos                |
| 141                | Rozemarijn Ammerlaan (NED) | 25e                |
| 142                | Britt Knaven (BEL)         | NP-4               |
| 143                | Eva Jonkers (NED)          | 72e                |
| 144                | Nathalie Bex (BEL)         | AB-2               |
| 145                | Shari Bossuyt (BEL)        | AB-2               |
| 146                | Cathalijne Hoolwerf (NED)  | HD-3               |

| Jos Feron Lady Force ___ | Jos Feron Lady Force ___    | Jos Feron Lady Force ___ |
| ------------------------ | --------------------------- | ------------------------ |
| Num                      | Coureuse                    | Pos                      |
| 151                      | Michaela Ebert (GER)        | 62e                      |
| 152                      | Hannah Gruber-Stadler (AUT) | 78e                      |
| 153                      | Céline van Houtum (NED)     | HD-5                     |
| 154                      | Nathalie Verschelden (BEL)  | 75e                      |
| 155                      | Marieke de Groot (NED)      | 10e                      |
| 156                      | Senna Feron (NED)           | HD-5                     |

| d.velop ___ | d.velop ___                   | d.velop ___ |
| ----------- | ----------------------------- | ----------- |
| Num         | Coureuse                      | Pos         |
| 161         | Tatjana Paller (GER)          | 52e         |
| 162         | Naima Madlen Diesner (GER)    | HD-5        |
| 163         | Dorothea Anna Heitzmann (GER) | HD-3        |
| 164         | Lena Charlotte Reißner (GER)  | 77e         |
| 165         | Vanessa Wolfram (GER)         | HD-3        |
| 166         | Ricarda Bauernfeind (GER)     | 57e         |

| Team Stuttgart ___ | Team Stuttgart ___        | Team Stuttgart ___ |
| ------------------ | ------------------------- | ------------------ |
| Num                | Coureuse                  | Pos                |
| 171                | Jacqueline Dietrich (GER) | 46e                |
| 172                | Hannah Fandel (GER)       | HD-5               |
| 173                | Bianca Bernhard (GER)     | HD-3               |
| 174                | Katharina Hechler (GER)   | 50e                |
| 175                | Corinna Lechner (GER)     | 56e                |
| 176                | Lisa Robb (GER)           | 65e                |

| Maxx-solar Lindig ___ | Maxx-solar Lindig ___    | Maxx-solar Lindig ___ |
| --------------------- | ------------------------ | --------------------- |
| Num                   | Coureuse                 | Pos                   |
| 181                   | Lisa Fischer (GER)       | 70e                   |
| 182                   | Tina Schulz (GER)        | HD-5                  |
| 183                   | Kerstin Genderjahn (GER) | HD-2                  |
| 184                   | Carolin Schiff (GER)     | 31e                   |
| 185                   | Gudrun Stock (GER)       | 63e                   |
| 186                   | Beate Zanner (GER)       | 5e                    |

| WNT-Rotor Pro Cycling WNT | WNT-Rotor Pro Cycling WNT     | WNT-Rotor Pro Cycling WNT |
| ------------------------- | ----------------------------- | ------------------------- |
| Num                       | Coureuse                      | Pos                       |
| 1                         | Lisa Brennauer (GER) (chrono) | 9e                        |
| 2                         | Kathrin Hammes (GER)          | 1re                       |
| 3                         | Lea Lin Teutenberg (GER)      | 64e                       |
| 4                         | Claudia Koster (NED)          | 32e                       |
| 5                         | Sarah Rijkes (AUT)            | 47e                       |
| 6                         | Gabrielle Pilote Fortin (CAN) | 61e                       |

| Sunweb SUN | Sunweb SUN                  | Sunweb SUN |
| ---------- | --------------------------- | ---------- |
| Num        | Coureuse                    | Pos        |
| 11         | Lucinda Brand (NED)         | 11e        |
| 12         | Susanne Andersen (NOR)      | 51e        |
| 13         | Liane Lippert (GER) (route) | 12e        |
| 14         | Floortje Mackaij (NED)      | 19e        |
| 15         | Pernille Mathiesen (DEN)    | 2e         |
| 16         | Coryn Rivera (USA) (route)  | 15e        |

| CCC-Liv CCC | CCC-Liv CCC                | CCC-Liv CCC |
| ----------- | -------------------------- | ----------- |
| Num         | Coureuse                   | Pos         |
| 21          | Pauliena Rooijakkers (NED) | 34e         |
| 22          | Valerie Demey (BEL)        | AB-3        |
| 23          | Marta Lach (POL)           | 13e         |
| 24          | Evy Kuijpers (NED)         | 29e         |

| Canyon-SRAM Racing CSR | Canyon-SRAM Racing CSR        | Canyon-SRAM Racing CSR |
| ---------------------- | ----------------------------- | ---------------------- |
| Num                    | Coureuse                      | Pos                    |
| 31                     | Alice Barnes (GBR)            | 54e                    |
| 32                     | Elena Cecchini (ITA) (chrono) | 8e                     |
| 33                     | Tiffany Cromwell (AUS)        | 49e                    |
| 34                     | Lisa Klein (GER)              | 7e                     |
| 35                     | Christa Riffel (GER)          | 4e                     |
| 36                     | Hannah Ludwig (GER)           | 26e                    |

| Virtu Cycling Women TVC | Virtu Cycling Women TVC            | Virtu Cycling Women TVC |
| ----------------------- | ---------------------------------- | ----------------------- |
| Num                     | Coureuse                           | Pos                     |
| 41                      | Marta Bastianelli (ITA) (route)    | AB-6                    |
| 42                      | Barbara Guarischi (ITA)            | 27e                     |
| 43                      | Anouska Koster (NED)               | 33e                     |
| 44                      | Mieke Kröger (GER)                 | AB-6                    |
| 45                      | Katarzyna Pawłowska (POL) (chrono) | AB-4                    |
| 46                      | Christina Siggaard (DEN)           | HD-3                    |

| Movistar Team MOV | Movistar Team MOV               | Movistar Team MOV |
| ----------------- | ------------------------------- | ----------------- |
| Num               | Coureuse                        | Pos               |
| 51                | Aude Biannic (FRA) (route)      | 17e               |
| 52                | Roxane Fournier (FRA)           | 53e               |
| 53                | Lourdes Oyarbide (ESP) (chrono) | 3e                |
| 54                | Paula Patiño (COL)              | 18e               |
| 55                | Gloria Rodríguez (ESP)          | 38e               |
| 56                | Alba Teruel (ESP)               | HD-5              |

| Tibco-Silicon Valley Bank TIB | Tibco-Silicon Valley Bank TIB | Tibco-Silicon Valley Bank TIB |
| ----------------------------- | ----------------------------- | ----------------------------- |
| Num                           | Coureuse                      | Pos                           |
| 62                            | Emily Newsom (USA)            | 16e                           |
| 63                            | Rozanne Slik (NED)            | 68e                           |
| 64                            | Nina Kessler (NED)            | 60e                           |
| 65                            | Shannon Malseed (AUS)         | 45e                           |
| 66                            | Alice Cobb (GBR)              | 37e                           |

| BTC City Ljubljana BTC | BTC City Ljubljana BTC       | BTC City Ljubljana BTC |
| ---------------------- | ---------------------------- | ---------------------- |
| Num                    | Coureuse                     | Pos                    |
| 71                     | Hayley Simmonds (GBR)        | HD-3                   |
| 72                     | Eugenia Bujak (SLO) (chrono) | 14e                    |
| 73                     | Mia Radotić (CRO)            | 69e                    |
| 74                     | Monique van de Ree (NED)     | HD-3                   |
| 75                     | Maaike Boogaard (NED)        | 42e                    |
| 76                     | Urška Bravec (SLO)           | 58e                    |

| Hitec Products-Birk Sport HPU | Hitec Products-Birk Sport HPU      | Hitec Products-Birk Sport HPU |
| ----------------------------- | ---------------------------------- | ----------------------------- |
| Num                           | Coureuse                           | Pos                           |
| 81                            | Chanella Stougje (NED)             | NP-2                          |
| 82                            | Ingvild Gåskjenn (NOR)             | 35e                           |
| 83                            | Vita Heine (NOR) (route et chrono) | NP-5                          |
| 84                            | Marta Tagliaferro (ITA)            | 67e                           |
| 85                            | Ingrid Lorvik (NOR)                | 36e                           |
| 86                            | Lucy van der Haar (GBR)            | 73e                           |

| Drops DRP | Drops DRP                | Drops DRP |
| --------- | ------------------------ | --------- |
| Num       | Coureuse                 | Pos       |
| 91        | Elizabeth Holden (GBR)   | 21e       |
| 92        | Anna Christian (GBR)     | 43e       |
| 93        | Manon Lloyd (GBR)        | 71e       |
| 94        | Abby-Mae Parkinson (GBR) | 28e       |
| 95        | Hannah Payton (GBR)      | HD-3      |

| Allemagne GER | Allemagne GER          | Allemagne GER |
| ------------- | ---------------------- | ------------- |
| Num           | Coureuse               | Pos           |
| 101           | Trixi Worrack (chrono) | NP-5          |
| 102           | Franziska Koch         | 20e           |
| 103           | Romy Kasper            | 22e           |
| 104           | Finja Smekal           | 74e           |
| 105           | Friederike Stern       | 66e           |

| Pays-Bas NED | Pays-Bas NED            | Pays-Bas NED |
| ------------ | ----------------------- | ------------ |
| Num          | Coureuse                | Pos          |
| 111          | Ellen van Dijk (chrono) | 6e           |
| 112          | Yara Kastelijn          | 24e          |
| 113          | Nina Buysman            | 41e          |
| 114          | Marit Raaijmakers       | 44e          |
| 115          | Annemarie Worst         | 30e          |
| 116          | Demi de Jong            | AB-6         |

| Belgique BEL | Belgique BEL              | Belgique BEL |
| ------------ | ------------------------- | ------------ |
| Num          | Coureuse                  | Pos          |
| 121          | Sanne Cant                | 59e          |
| 122          | Jolien D'Hoore            | 39e          |
| 123          | Ann-Sophie Duyck (chrono) | AB-3         |
| 124          | Jinse Peeters             | AB-6         |
| 125          | Kelly Van den Steen       | 23e          |
| 126          | Laura Verdonschot         | 48e          |

| Mike Greer Homes Womens Cycling Team MGH | Mike Greer Homes Womens Cycling Team MGH | Mike Greer Homes Womens Cycling Team MGH |
| ---------------------------------------- | ---------------------------------------- | ---------------------------------------- |
| Num                                      | Coureuse                                 | Pos                                      |
| 131                                      | Hannah Bartram (NZL)                     | 79e                                      |
| 132                                      | Jenna Merrick (NZL)                      | 55e                                      |

| Torelli-Assure ___ | Torelli-Assure ___       | Torelli-Assure ___ |
| ------------------ | ------------------------ | ------------------ |
| Num                | Coureuse                 | Pos                |
| 133                | Niamh Fisher-Black (NZL) | 40e                |

| Mike Greer Homes Womens Cycling Team MGH | Mike Greer Homes Womens Cycling Team MGH | Mike Greer Homes Womens Cycling Team MGH |
| ---------------------------------------- | ---------------------------------------- | ---------------------------------------- |
| Num                                      | Coureuse                                 | Pos                                      |
| 134                                      | Emma Smith (NZL)                         | HD-3                                     |
| 135                                      | Connie O'Brien (NZL)                     | 76e                                      |
| 136                                      | Alana Forster (AUS)                      | AB-2                                     |

| Rogelli-Gyproc ___ | Rogelli-Gyproc ___         | Rogelli-Gyproc ___ |
| ------------------ | -------------------------- | ------------------ |
| Num                | Coureuse                   | Pos                |
| 141                | Rozemarijn Ammerlaan (NED) | 25e                |
| 142                | Britt Knaven (BEL)         | NP-4               |
| 143                | Eva Jonkers (NED)          | 72e                |
| 144                | Nathalie Bex (BEL)         | AB-2               |
| 145                | Shari Bossuyt (BEL)        | AB-2               |
| 146                | Cathalijne Hoolwerf (NED)  | HD-3               |

| Jos Feron Lady Force ___ | Jos Feron Lady Force ___    | Jos Feron Lady Force ___ |
| ------------------------ | --------------------------- | ------------------------ |
| Num                      | Coureuse                    | Pos                      |
| 151                      | Michaela Ebert (GER)        | 62e                      |
| 152                      | Hannah Gruber-Stadler (AUT) | 78e                      |
| 153                      | Céline van Houtum (NED)     | HD-5                     |
| 154                      | Nathalie Verschelden (BEL)  | 75e                      |
| 155                      | Marieke de Groot (NED)      | 10e                      |
| 156                      | Senna Feron (NED)           | HD-5                     |

| d.velop ___ | d.velop ___                   | d.velop ___ |
| ----------- | ----------------------------- | ----------- |
| Num         | Coureuse                      | Pos         |
| 161         | Tatjana Paller (GER)          | 52e         |
| 162         | Naima Madlen Diesner (GER)    | HD-5        |
| 163         | Dorothea Anna Heitzmann (GER) | HD-3        |
| 164         | Lena Charlotte Reißner (GER)  | 77e         |
| 165         | Vanessa Wolfram (GER)         | HD-3        |
| 166         | Ricarda Bauernfeind (GER)     | 57e         |

| Team Stuttgart ___ | Team Stuttgart ___        | Team Stuttgart ___ |
| ------------------ | ------------------------- | ------------------ |
| Num                | Coureuse                  | Pos                |
| 171                | Jacqueline Dietrich (GER) | 46e                |
| 172                | Hannah Fandel (GER)       | HD-5               |
| 173                | Bianca Bernhard (GER)     | HD-3               |
| 174                | Katharina Hechler (GER)   | 50e                |
| 175                | Corinna Lechner (GER)     | 56e                |
| 176                | Lisa Robb (GER)           | 65e                |

| Maxx-solar Lindig ___ | Maxx-solar Lindig ___    | Maxx-solar Lindig ___ |
| --------------------- | ------------------------ | --------------------- |
| Num                   | Coureuse                 | Pos                   |
| 181                   | Lisa Fischer (GER)       | 70e                   |
| 182                   | Tina Schulz (GER)        | HD-5                  |
| 183                   | Kerstin Genderjahn (GER) | HD-2                  |
| 184                   | Carolin Schiff (GER)     | 31e                   |
| 185                   | Gudrun Stock (GER)       | 63e                   |
| 186                   | Beate Zanner (GER)       | 5e                    |